# Ріпсіме Сімонян
Ріпсіме Левонівна Сімонян (вірм. Հռիփսիմե Սիմոնյան; 1916—1998) — вірменська скульпторка, професорка.

## Життєпис
Народилася Ріпсіме Сімонян в 1916 році в місті Карс (Російська імперія, нині — Туреччина). У 1918 році разом з родиною переїхала до Тбілісі, де закінчила середню школу і будівельний технікум. У 1938 році вступила до Тбіліської академії мистецтв на керамічне відділення скульптурного факультету. Її вчителями були скульптори-керамісти Я. Ніхоладзе та Б. Шебуєв.
В 1943 році родина Сімонян оселилася в Єревані, де Ріпсіме практично відразу влаштувала персональну виставку керамічних робіт, після якої її прийняли у члени Спілки художників. У 1945 році, захистивши диплом, отримала звання художника–кераміста і створила в Спілці художників секцію прикладного мистецтва.
В 1946—1947 роках Ріпсіме Сімонян організувала першу поїздку по районах Вірменії, щоб ближче познайомитися з творчістю народних майстрів. Незабаром після цієї поїздки вона почала виступати на з'їздах художників, конференціях та у пресі з доповідями про вірменське декоративне мистецтво та народну творчість.
У 1947 році в Єревані почав працювати порцеляновий завод, першим художником якого стає Р. Сімонян. В 1948—1949 роках вона займала посаду головного художника і скульптора заводу.
У 1956 році організувала при скульптурному факультеті Єреванського театрального інституту керамічне відділення. У 1965 році стала доцентом скульптурного факультету цього інституту.

### Родина
- Чоловік — Рубен Паронян, хірург.
- Син — заслужений архітектор Вірменії Арцвін Григорян.[3]

## Творчість
1950–ті роки пройшли у Ріпсіме Сімонян під знаком захоплення фаянсом і порцеляною. Нею створено цілий ряд камерних портретних скульптур (1948—1956): композитора Арама Хачатуряна, професора Костянтина Сараджева, поетів Аветіка Ісаакяна і Ованеса Туманяна, письменників С. Зоряна та Хачатура Абовяна, румунської оперної співачки Зінаїди Пали в ролях Кармен і Амнеріс, професорів Р. Л. Пароняна, С. М. Смиренського, а також статуетки за фольклорними мотивами: «Цовіран», «Назелі», серія «Народні танці Вірменії».
Найбільш відомі твори Сімонян, виконані в фарфорі й фаянсі: блюдо «Вірменська мініатюра» (1945); «Портрет батька» (фаянс, 1947); «Зангезурка» («Танцююча дівчина в зеленій сукні»); серія скульптур «Жінка працює» (1949—1956); портрет В. І. Леніна (фаянс, 1950); «Біля прядки» (1952); настінне блюдо «Вірменський орнамент» (1953); декоративна посудина «Птах — Фенікс» (1954); серія на тему вірменських народних танців — «Узундара», «Кіль-Келі», «Назелі»; «Пече лаваш» (1956), декоративна ваза «Седа біля рояля» (1956); «Дівчина з глечиком» (1958), настільна скульптура «Біля арфи» (1960).
Роботи Ріпсіме Сімонян зберігаються в Державній картинній галереї Вірменії (Єреван), Літературному музеї Вірменії (Єреван), будинку–музеї А. Ісаакяна (Єреван), будинку–музеї С. Зоряна (Кіровакан), меморіальному музеї К. С. Сараджева (Єреван), Вірменському драматичному театрі у Тбілісі, Державному музеї кераміки і «Садибі Кусково XVIII століття» (Москва), Театрі Радянської Армії (Москва) та інших місцях.

## Нагороди та звання
- Народний художник Вірменської РСР.
- Орден Дружби народів (22.08.1986).

## Пам'ять
- У 2000 році була випущена поштова марка Вірменії, присвячена Ріпсіме Сімонян.

## Галерея

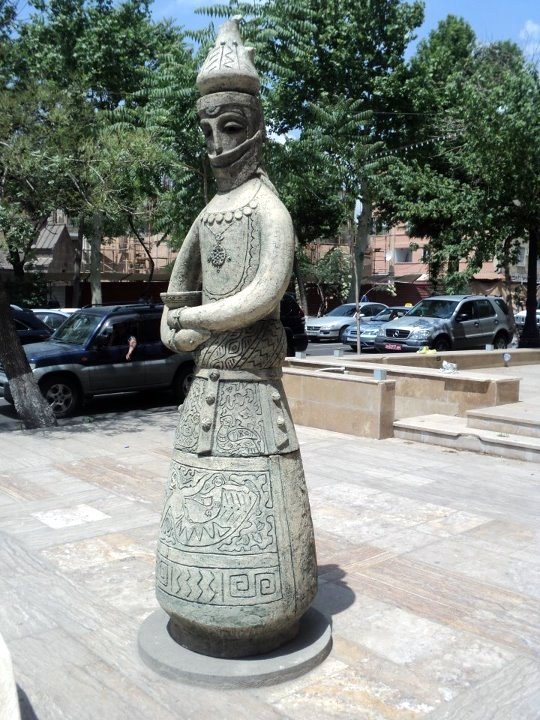
«Дівчина з Вана»,  Вулиця Абовяна, Єреван
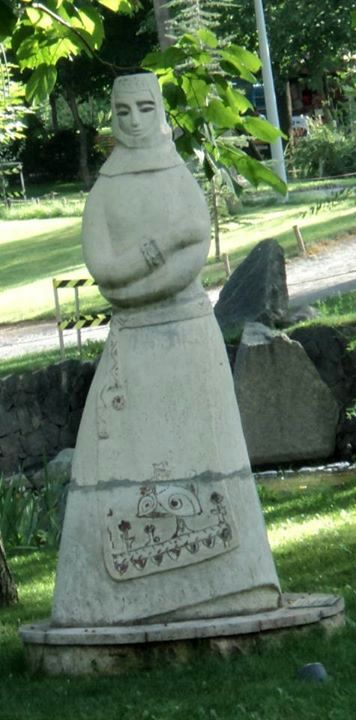
«Armenuhi»,  Парк закоханих, Єреван
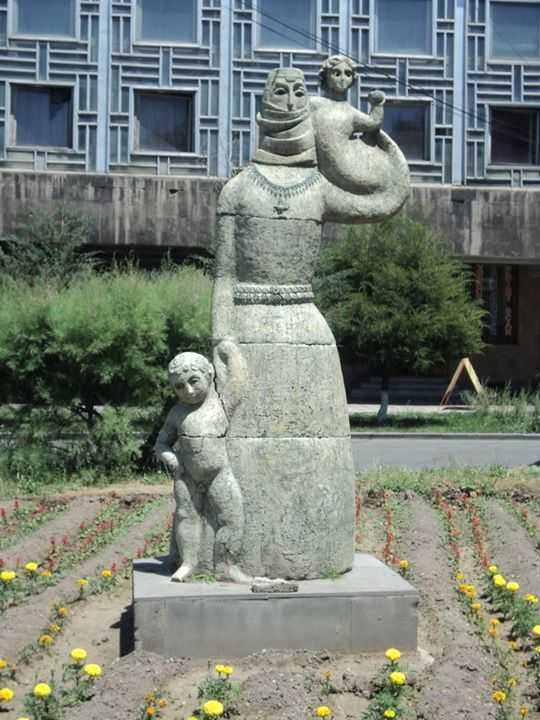
«Материнство», Єреван, Норвезький район
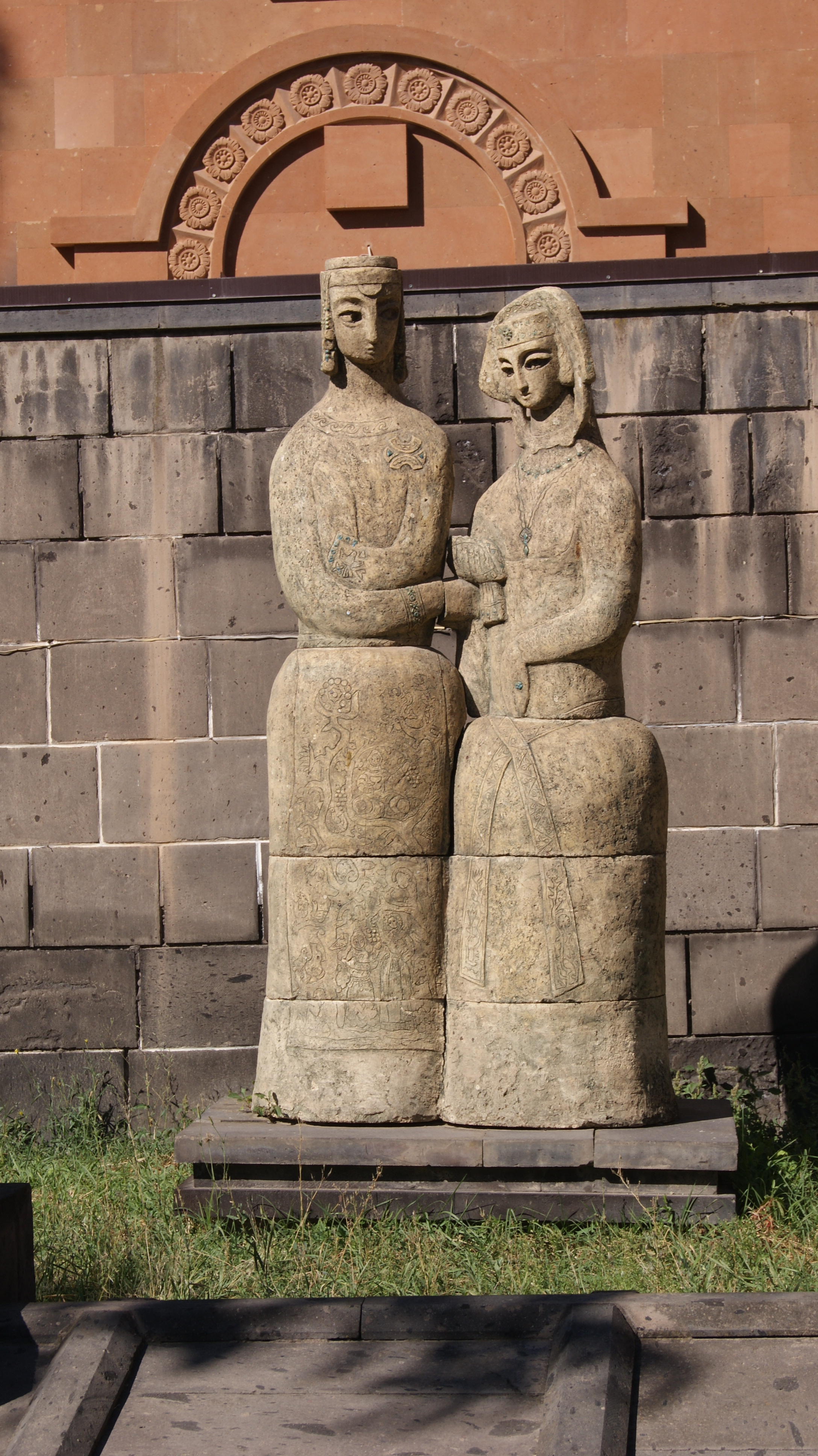
«Друзі», Гюмрі